# Domovina (list)
Domovina je bio hrvatski emigrantski list.
Izlazio je u Branauu  od 1946. u UNRA-ovom izbjegličkom logoru u Gornjoj Austriji. Kasnije je izlazio u DP Campu 100 u austrijskom gradiću Astenu.

## Vanjske poveznice i izvori
- Bibliografija Hrvatske revije  Arhivirana inačica izvorne stranice od 20. lipnja 2006. (Wayback Machine) Franjo Hijacint Eterović: Trideset godina hrvatskog iseljeničkog tiska 1945-1975.
- Intelektualne snage iseljene Hrvatske, Hrvatsko slovo, 17. siječnja 2003., str. 16-17.